# Schenkenberg (Groß Kreutz)
Schenkenberg è una frazione (Ortsteil) del comune tedesco di Groß Kreutz (Havel), nel Land del Brandeburgo.

## Storia
Nel 2003 il comune di Schenkenberg venne soppresso e aggregato al comune di Groß Kreutz (Havel).

## Amministrazione
La frazione di Schenkenberg è rappresentata da un consiglio di frazione (Ortsbeirat) di 5 membri.